# 在京AMラジオ局送信所
在京AMラジオ局送信所（ざいきょうAMラジオきょくそうしんじょ）では、東京都に本社があり、関東広域圏を放送エリアとする民放の中波（AM）ラジオ放送の送信所（親局）について述べる。

## 概要
- 民間の在東京都AM（中波）ラジオ放送事業者のうち、TBSラジオと文化放送は埼玉県に、ニッポン放送が千葉県に、それぞれ親局送信所を設けている。ニッポン放送はかつて東京都足立区東六月町921番地[1]に設けていた（現在も予備送信所として存続）。なお、親局送信所となるため3社の呼出符号が付与されている。
- 3社ともに、FM（超短波）補完中継局を設置している（東京都墨田区の東京スカイツリー）。

## 送信施設概要
| 放送局名     | 送信所名     | 呼出符号 | 周波数  | 出力  | 放送対象地域 | 放送区域内世帯数                               | 送信所置局住所                                   |
| ------------ | ------------ | -------- | ------- | ----- | ------------ | ---------------------------------------------- | ------------------------------------------------ |
| TBSラジオ    | 戸田送信所   | JOKR     | 954kHz  | 100kW | 関東広域圏   | 1519万8151世帯                                 | 埼玉県戸田市氷川町3丁目3番51号（戸田競艇場付近） |
| 文化放送     | 川口送信所   | JOQR     | 1134kHz | 100kW | 関東広域圏   | 約1600万世帯                                   | 埼玉県川口市赤井3丁目9番16号（辰井公園隣接）     |
| ニッポン放送 | 木更津送信所 | JOLF     | 1242kHz | 100kW | 関東広域圏   | 1614万2549世帯 関東地方全世帯の約82.4%をカバー | 千葉県木更津市椿318番地（東清川駅北方）          |

- 上記の3局はかつてステレオ放送を実施していたが、TBSラジオは2011年1月30日深夜（31日未明）、文化放送は2012年2月5日深夜（6日未明）、ニッポン放送は2024年3月31日深夜（4月1日未明[2]）の放送終了時をもって、ステレオ放送を終了した。
- なお、TBSラジオは、1951年12月25日（開局日）から1960年11月29日まではラジオ東京、1960年11月30日から2001年9月30日までは東京放送、2001年10月1日から2016年3月31日まではTBSラジオ&コミュニケーションズ。
  - TBSラジオ送信所については土地・建物は親会社のTBSホールディングスが所有する。保守・管理は、兄弟会社のテレビ単営局TBSテレビが行っていた時期がある。
- 上記3社は、いずれも万が一にも送信できない場合、大掛かりなメンテナンスが行われる際に使用される「予備送信所」も設けられており、TBSラジオは港区赤坂のTBS放送センター内[3]、文化放送はかつて社屋があった新宿区若葉に、ニッポン放送はかつての送信所だった足立区にある。いずれも出力は1kWで送信される。
  - 2014年9月3日にTBSラジオ&コミュニケーションズ（現：TBSラジオ）、文化放送、ニッポン放送の3社に対し、FM補完中継局（通称：ワイドFM、それぞれTBSラジオ墨田FM補完、文化放送墨田FM補完、ニッポン放送墨田FM補完）の予備免許（FMステレオ放送）が付与され、3社ともに東京都墨田区の東京スカイツリーに補完中継局（墨田放送局）での試験放送・落成検査を経て、2015年12月7日に本放送を開始した。これにより、災害発生時に各本送信所での放送継続が困難となった場合の対策や、都心部の高層建築物による難聴の解消を目的として放送が行われる[4][5]。なお、FM補完中継局は親局送信所の中継局となるため呼出符号は付与されていない。
- 送信所敷地は関係者以外立入禁止であるが、文化放送川口送信所は春の花見シーズンに、地元町会・商店会の主催で行われる「川口桜まつり」の会場として、ソメイヨシノが植樹されている敷地が一般開放される[6]。また、ニッポン放送の送信所敷地内には、三菱電機が設置した太陽光発電システムがある。
- TBSラジオの公式発表上の可聴エリアは、「放送区域」（0.25mV/m圏）は関東1都6県完全にカバーし、さらに周辺県の50%（福島・長野50%、静岡70%、山梨100%、新潟5%各人口比）をカバーである[7]。